# USA:s federala distriktsdomstolar
USA:s federala distriktsdomstolar (engelska: United States district court) är den lägsta domstolsinstansen i det federala rättsväsendet i mål som berör federal jurisdiktion och lagstiftning. Varje federal distriktsdomstol är skapad genom lag stiftad av USA:s kongress och härleder sin domsrätt från artikel 3 i USA:s konstitution.
Åtal i federal distriktsdomstol kan väckas av federal åklagare eller hans biträden; för grövre brott krävs dock att åtalet godkänns av en åtalsjury. Avgöranden från en federal distriktsdomstol kan i de flesta fall överklagas till en federal appellationsdomstol. 
Det absoluta flertalet ärenden som behandlas i amerikanska domstolar, i såväl civilrätt och straffrätt, behandlas däremot i delstatliga domstolar som dömer under respektive delstats lagstiftning.
Beslut i distriktsdomstol kan överklagas till appelationsdomstol och slutligen till USA:s högsta domstol.

## Distriktsdomstolarna
I varje delstat finns minst en federal distriktsdomstol. Det samma gäller för det federala distriktet District of Columbia och det självstyrande territoriet Puerto Rico.
Delstater med stor befolkning eller stor yta kan ha flera distriktsdomstolar. Kalifornien, New York och Texas, som alla är stora till ytan och har en stor befolkning, har vardera fyra federala distriktsdomstolar.
Distriktsdomstolarnas jurisdiktion utgår från artikel III i USA:s konstitution, som klargör att domstolsmakten ska vila hos USA:s högsta domstol och de underordnade domstolar som kongressen från tid till annan inrättar.  
Domstolarna inrättas därefter i United States Code. I den övergripande paragrafen 28 U.S.C. § 41 inrättas appelationsdomstolarnas domsagor (engelska: circuits). Inrättandet av distriktsdomstolar, deras domstolsdistrikt liksom distriktens indelning i divisioner, är sedan reglerade i särskilda paragrafer för varje delstat (se tabell nedan). United States Code anger också domstolarnas rätt att döma på olika rättsområden, framför allt i 28 U.S.C. §§ 1330–1369 samt i 28 U.S.C. § 3231.

## Personal
Det finns 645 ordinarie domartjänster i de 50 delstaterna samt ytterligare 15 i District of Columbia och 7 på Puerto Rico. En federal distriktsdomare utses av USA:s president efter erhållande av senatens råd och samtycke (i praktiken godkännande) och kan endast avsättas genom riksrätt som inleds i representanthuset.
Vid varje domstol finns anställda magistratsdomare (engelska: magistrate judge) som bistår de ordinarie domarna i rutinärenden, exempelvis utfärdande av arresteringsorder, beslut om husrannsakan, inledanade plädering och fastställande av borgen. Magistratsdomare fäller dock inga slutliga avgöranden i själva rättsprocessen. En magistratsdomares beslut kan bestridas av en part och kan överprövas av en ordinare federal domare om det skulle vara i sak felaktigt.
Till varje federal distriktsdomstol finns det en chefsnotarie (engelska: clerk), en tillhörande federal åklagare (som leder det federala åklagarämbetet inom domstolens juridiska distrikt), en tillhörande U.S. Marshal (som ansvarar för domstolen och dess personals säkerhet, verkställande av beslut samt leder avdelningen för United States Marshals Service inom det juridiska distriktet), övervakare för dömda med villkorlig dom samt övrig personal.

## Bildgalleri

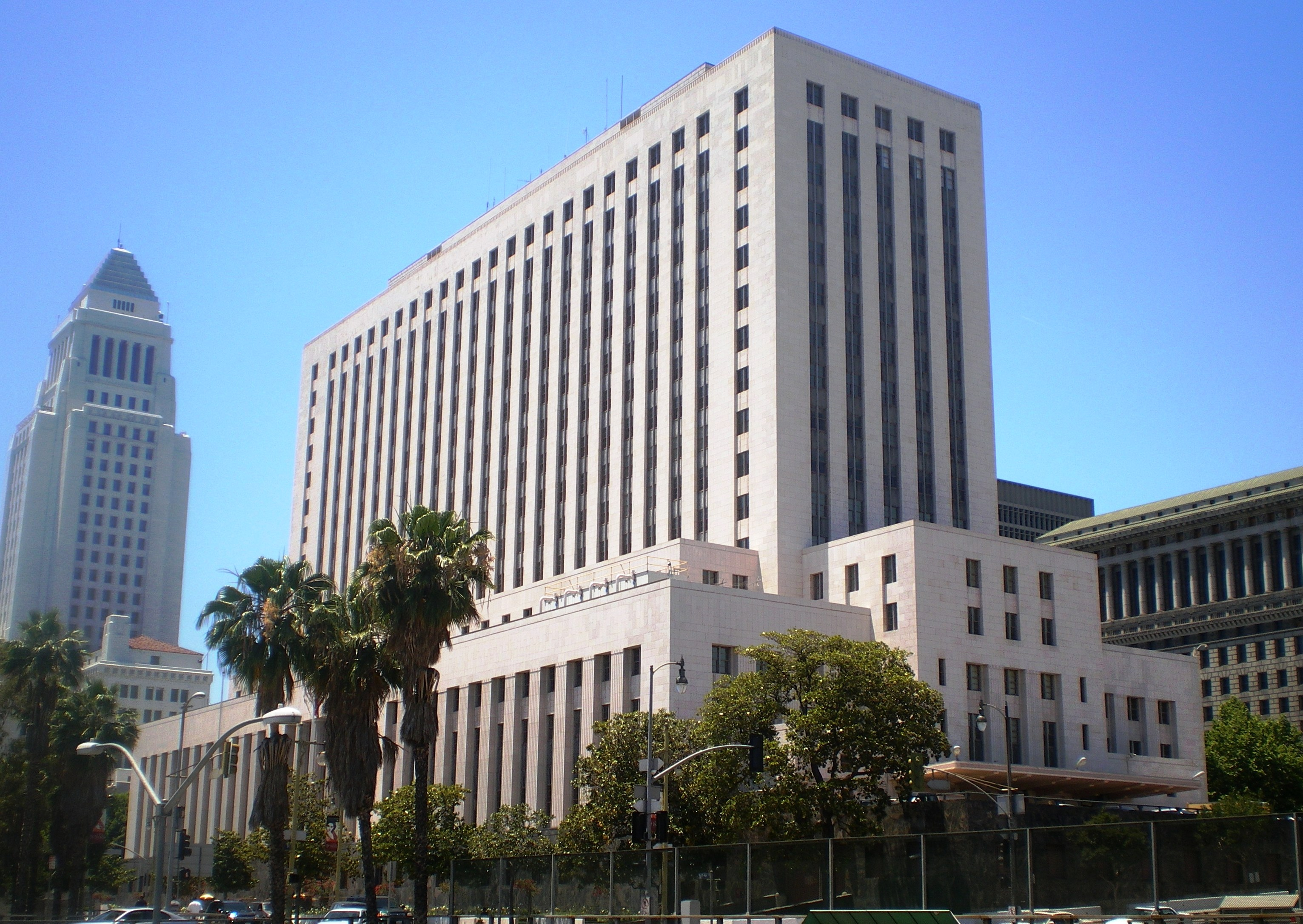
United States District Court for the Central District of California, Los Angeles.
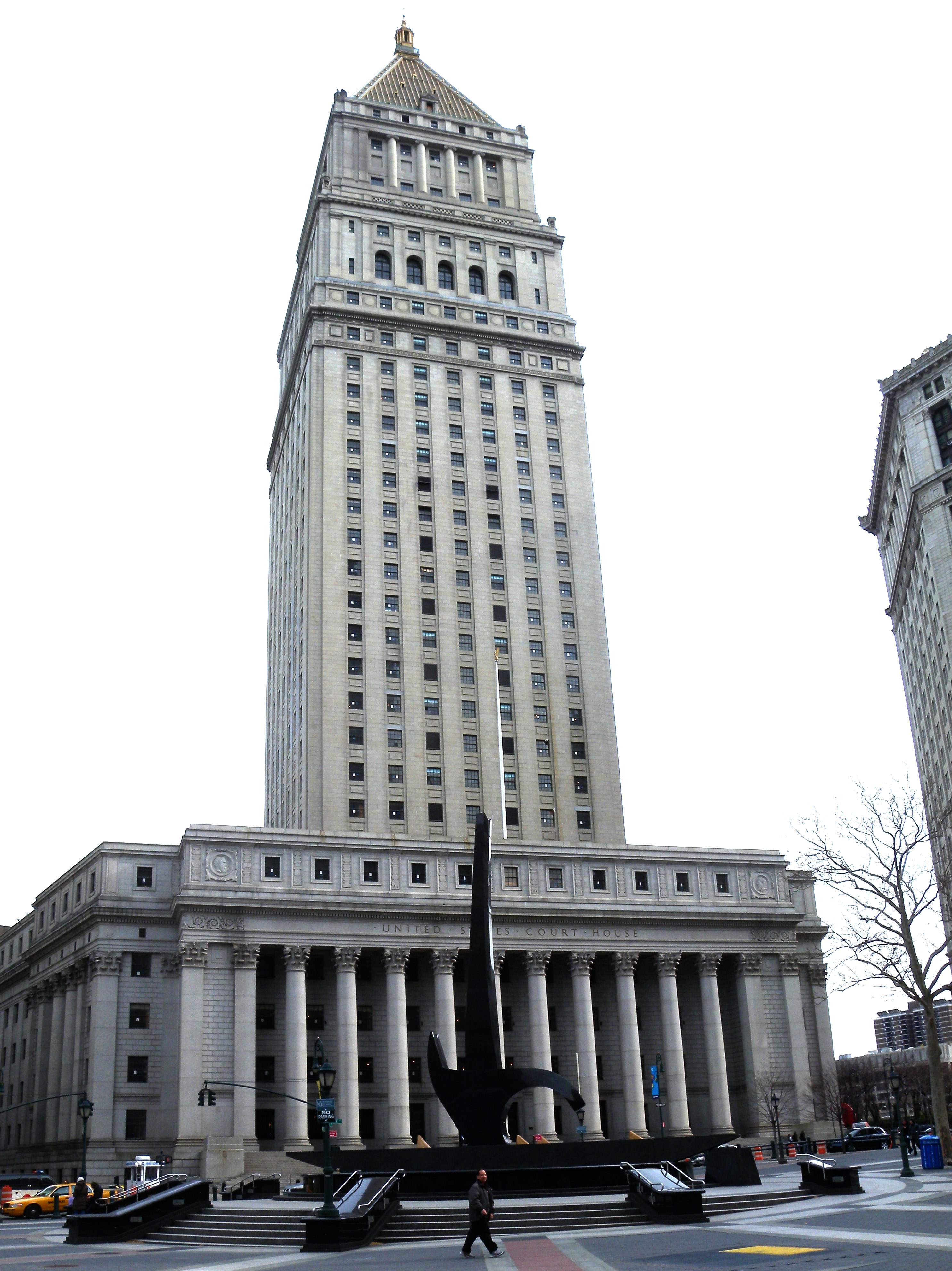
Thurgood Marshall United States Courthouse, Manhattan, New York City.
Karta över de federala distrikts- och appelationsdomstolarnas domsagor.

## Lista över federala distriktsdomstolar
Nedan redovisas distriktsdomstolar i delstater, federala distrikt och territorier. Indelningen regleras i United States Code, dels genom inrättandet av appelationsdomstolarnas domsagor och dels i särskilda paragrafer för varje delstat. De senare redovisas som noter i tabellen nedan.
Under rubriken Överinstans redovisas den appelationsdomstol som distriktsdomstolen tillhör. Patenträtt samt ett fåtal andra undantagna ärendetyper överklagas i stället till appelationsdomstolen för den federala domsagan, United States Court of Appeals for the Federal Circuit.
Då prejudicerande rättsfall är en central rättskälla i amerikansk rätt redovisas även den förkortning som används för respektive distriktsdomstol i samband med referat till domstolens domar.
| Sigill | Namn                                                                                | Delstat / Område                         | Säte                      | Inrättad | Överinstans      | Noter         |
| ------ | ----------------------------------------------------------------------------------- | ---------------------------------------- | ------------------------- | -------- | ---------------- | ------------- |
|        | US District Court for the District of Columbia D.D.C.                               | District of Columbia (federalt distrikt) | Washington, D.C.          | 1863     | D.C. Circuit     | [ 11 ]        |
|        | United States District Court for the Middle District of Alabama M.D. Ala.           | Alabama                                  | Montgomery                | 1839     | Eleventh Circuit | [ 12 ]        |
|        | United States District Court for the Northern District of Alabama N.D. Ala.         | Alabama                                  | Birmingham                | 1824     | Eleventh Circuit | [ 12 ]        |
|        | United States District Court for the Southern District of Alabama S.D. Ala.         | Alabama                                  | Mobile                    | 1824     | Eleventh Circuit | [ 12 ]        |
|        | United States District Court for the District of Alaska D. Alaska                   | Alaska                                   | Anchorage                 | 1959     | Ninth Circuit    | [ 13 ]        |
|        | United States District Court for the District of Arizona D. Ariz.                   | Arizona                                  | Phoenix                   | 1912     | Ninth Circuit    | [ 14 ]        |
|        | United States District Court for the Eastern District of Arkansas E.D. Ark.         | Arkansas                                 | Little Rock               | 1851     | Eighth Circuit   | [ 15 ]        |
|        | United States District Court for the Western District of Arkansas W.D. Ark.         | Arkansas                                 | Fort Smith                | 1851     | Eighth Circuit   | [ 15 ]        |
|        | United States District Court for the District of Colorado D. Colo.                  | Colorado                                 | Denver                    | 1876     | Tenth Circuit    | [ 16 ]        |
|        | United States District Court for the District of Connecticut D. Conn.               | Connecticut                              | New Haven                 | 1789     | Second Circuit   | [ 17 ]        |
|        | United States District Court for the District of Delaware D. Del.                   | Delaware                                 | Wilmington                | 1789     | Third Circuit    | [ 18 ]        |
|        | United States District Court for the Middle District of Florida M.D. Fla.           | Florida                                  | Orlando                   | 1962     | Eleventh Circuit | [ 19 ]        |
|        | United States District Court for the Northern District of Florida N.D. Fla.         | Florida                                  | Tallahassee               | 1847     | Eleventh Circuit | [ 19 ]        |
|        | United States District Court for the Southern District of Florida S.D. Fla.         | Florida                                  | Miami                     | 1847     | Eleventh Circuit | [ 19 ]        |
|        | United States District Court for the Middle District of Georgia M.D. Ga.            | Georgia                                  | Macon                     | 1926     | Eleventh Circuit | [ 20 ]        |
|        | United States District Court for the Northern District of Georgia N.D. Ga.          | Georgia                                  | Atlanta                   | 1848     | Eleventh Circuit | [ 20 ]        |
|        | United States District Court for the Southern District of Georgia S.D. Ga.          | Georgia                                  | Savannah                  | 1848     | Eleventh Circuit | [ 20 ]        |
|        | United States District Court for the District of Hawaii D. Haw.                     | Hawaii                                   | Honolulu                  | 1959     | Ninth Circuit    | [ 21 ]        |
|        | United States District Court for the District of Idaho D. Idaho                     | Idaho                                    | Boise                     | 1890     | Ninth Circuit    | [ 22 ]        |
|        | United States District Court for the Central District of Illinois C.D. Ill.         | Illinois                                 | Springfield               | 1979     | Seventh Circuit  | [ 23 ]        |
|        | United States District Court for the Northern District of Illinois N.D. Ill.        | Illinois                                 | Chicago                   | 1855     | Seventh Circuit  | [ 23 ]        |
|        | United States District Court for the Southern District of Illinois S.D. Ill.        | Illinois                                 | East St. Louis            | 1855     | Seventh Circuit  | [ 23 ]        |
|        | United States District Court for the Northern District of Indiana N.D. Ind.         | Indiana                                  | South Bend                | 1928     | Seventh Circuit  | [ 24 ]        |
|        | United States District Court for the Southern District of Indiana S.D. Ind.         | Indiana                                  | Indianapolis              | 1928     | Seventh Circuit  | [ 24 ]        |
|        | United States District Court for the Northern District of Iowa N.D. Iowa            | Iowa                                     | Cedar Rapids              | 1882     | Eighth Circuit   | [ 25 ]        |
|        | United States District Court for the Southern District of Iowa S.D. Iowa            | Iowa                                     | Des Moines                | 1882     | Eighth Circuit   | [ 25 ]        |
|        | United States District Court for the Central District of California C.D. Cal.       | Kalifornien                              | Los Angeles               | 1966     | Ninth Circuit    | [ 4 ] [ 26 ]  |
|        | United States District Court for the Eastern District of California E.D. Cal.       | Kalifornien                              | Sacramento                | 1966     | Ninth Circuit    | [ 4 ] [ 27 ]  |
|        | United States District Court for the Northern District of California N.D. Cal.      | Kalifornien                              | San Francisco             | 1886     | Ninth Circuit    | [ 4 ] [ 28 ]  |
|        | United States District Court for the Southern District of California S.D. Cal.      | Kalifornien                              | San Diego                 | 1886     | Ninth Circuit    | [ 4 ]         |
|        | United States District Court for the District of Kansas D. Kan.                     | Kansas                                   | Kansas City               | 1861     | Tenth Circuit    | [ 29 ]        |
|        | United States District Court for the Eastern District of Kentucky E.D. Ky.          | Kentucky                                 | Lexington                 | 1901     | Sixth Circuit    | [ 30 ]        |
|        | United States District Court for the Western District of Kentucky W.D. Ky.          | Kentucky                                 | Louisville                | 1901     | Sixth Circuit    | [ 30 ]        |
|        | United States District Court for the Eastern District of Louisiana E.D. La.         | Louisiana                                | New Orleans               | 1881     | Fifth Circuit    | [ 31 ]        |
|        | United States District Court for the Middle District of Louisiana M.D. La.          | Louisiana                                | Baton Rouge               | 1971     | Fifth Circuit    | [ 31 ]        |
|        | United States District Court for the Western District of Louisiana W.D. La.         | Louisiana                                | Shreveport                | 1881     | Fifth Circuit    | [ 31 ]        |
|        | United States District Court for the District of Maine D. Me.                       | Maine                                    | Portland                  | 1820     | First Circuit    | [ 32 ]        |
|        | United States District Court for the District of Maryland D. Md.                    | Maryland                                 | Baltimore                 | 1789     | Fourth Circuit   | [ 33 ]        |
|        | United States District Court for the District of Massachusetts D. Mass.             | Massachusetts                            | Boston                    | 1789     | First Circuit    | [ 34 ]        |
|        | United States District Court for the Eastern District of Michigan E.D. Mich.        | Michigan                                 | Detroit                   | 1863     | Sixth Circuit    | [ 35 ]        |
|        | United States District Court for the Western District of Michigan W.D. Mich.        | Michigan                                 | Grand Rapids              | 1863     | Sixth Circuit    | [ 35 ]        |
|        | United States District Court for the District of Minnesota D. Minn.                 | Minnesota                                | Minneapolis               | 1858     | Eighth Circuit   | [ 36 ]        |
|        | United States District Court for the Northern District of Mississippi N.D. Miss.    | Mississippi                              | Oxford                    | 1838     | Fifth Circuit    | [ 37 ]        |
|        | United States District Court for the Southern District of Mississippi S.D. Miss.    | Mississippi                              | Jackson                   | 1838     | Fifth Circuit    | [ 37 ]        |
|        | United States District Court for the Eastern District of Missouri E.D. Mo.          | Missouri                                 | Saint Louis               | 1857     | Eighth Circuit   | [ 38 ]        |
|        | United States District Court for the Western District of Missouri W.D. Mo.          | Missouri                                 | Kansas City               | 1857     | Eighth Circuit   | [ 38 ]        |
|        | United States District Court for the District of Montana D. Mont.                   | Montana                                  | Missoula                  | 1889     | Ninth Circuit    | [ 39 ]        |
|        | United States District Court for the District of Nebraska D. Neb.                   | Nebraska                                 | Omaha                     | 1867     | Eighth Circuit   | [ 40 ]        |
|        | United States District Court for the District of Nevada D. Nev.                     | Nevada                                   | Las Vegas                 | 1865     | Ninth Circuit    | [ 41 ]        |
|        | United States District Court for the District of New Hampshire D.N.H.               | New Hampshire                            | Concord                   | 1789     | First Circuit    | [ 42 ]        |
|        | United States District Court for the District of New Jersey D.N.J.                  | New Jersey                               | Newark                    | 1789     | Third Circuit    | [ 43 ]        |
|        | United States District Court for the District of New Mexico D.N.M.                  | New Mexico                               | Albuquerque               | 1910     | Tenth Circuit    | [ 44 ]        |
|        | United States District Court for the Eastern District of New York E.D.N.Y.          | New York                                 | New York City (Brooklyn)  | 1865     | Second Circuit   | [ 5 ]         |
|        | United States District Court for the Northern District of New York N.D.N.Y.         | New York                                 | Syracuse                  | 1814     | Second Circuit   | [ 5 ] [ 45 ]  |
|        | United States District Court for the Southern District of New York S.D.N.Y.         | New York                                 | New York City (Manhattan) | 1814     | Second Circuit   | [ 5 ] [ 46 ]  |
|        | United States District Court for the Western District of New York W.D.N.Y.          | New York                                 | Buffalo                   | 1900     | Second Circuit   | [ 5 ] [ 47 ]  |
|        | United States District Court for the Eastern District of North Carolina E.D.N.C.    | North Carolina                           | Raleigh                   | 1872     | Fourth Circuit   | [ 48 ]        |
|        | United States District Court for the Middle District of North Carolina M.D.N.C.     | North Carolina                           | Greensboro                | 1927     | Fourth Circuit   | [ 48 ]        |
|        | United States District Court for the Western District of North Carolina W.D.N.C.    | North Carolina                           | Charlotte                 | 1872     | Fourth Circuit   | [ 48 ]        |
|        | United States District Court for the District of North Dakota D.N.D.                | North Dakota                             | Bismarck                  | 1889     | Eighth Circuit   | [ 49 ]        |
|        | United States District Court for the Northern District of Ohio N.D. Ohio            | Ohio                                     | Cleveland                 | 1855     | Sixth Circuit    | [ 50 ]        |
|        | United States District Court for the Southern District of Ohio S.D. Ohio            | Ohio                                     | Columbus                  | 1855     | Sixth Circuit    | [ 50 ]        |
|        | United States District Court for the Eastern District of Oklahoma E.D. Okla.        | Oklahoma                                 | Muskogee                  | 1906     | Tenth Circuit    | [ 51 ]        |
|        | United States District Court for the Northern District of Oklahoma N.D. Okla.       | Oklahoma                                 | Tulsa                     | 1925     | Tenth Circuit    | [ 51 ]        |
|        | United States District Court for the Western District of Oklahoma W.D. Okla.        | Oklahoma                                 | Oklahoma City             | 1906     | Tenth Circuit    | [ 51 ]        |
|        | United States District Court for the District of Oregon D. Ore.                     | Oregon                                   | Portland                  | 1859     | Ninth Circuit    | [ 52 ]        |
|        | United States District Court for the Eastern District of Pennsylvania E.D. Pa.      | Pennsylvania                             | Philadelphia              | 1818     | Third Circuit    | [ 53 ]        |
|        | United States District Court for the Middle District of Pennsylvania M.D. Pa.       | Pennsylvania                             | Harrisburg                | 1901     | Third Circuit    | [ 53 ]        |
|        | United States District Court for the Western District of Pennsylvania W.D. Pa.      | Pennsylvania                             | Pittsburgh                | 1818     | Third Circuit    | [ 53 ]        |
|        | United States District Court for the District of Rhode Island D.R.I.                | Rhode Island                             | Providence                | 1790     | First Circuit    | [ 54 ]        |
|        | United States District Court for the District of South Carolina D.S.C.              | South Carolina                           | Charleston                | 1965     | Fourth Circuit   | [ 55 ]        |
|        | United States District Court for the District of South Dakota D.S.D.                | South Dakota                             | Sioux Falls               | 1889     | Eighth Circuit   | [ 56 ]        |
|        | United States District Court for the Eastern District of Tennessee E.D. Tenn.       | Tennessee                                | Knoxville                 | 1802     | Sixth Circuit    | [ 57 ]        |
|        | United States District Court for the Middle District of Tennessee M.D. Tenn.        | Tennessee                                | Nashville                 | 1839     | Sixth Circuit    | [ 57 ]        |
|        | United States District Court for the Western District of Tennessee W.D. Tenn.       | Tennessee                                | Memphis                   | 1802     | Sixth Circuit    | [ 57 ]        |
|        | United States District Court for the Eastern District of Texas E.D. Tex.            | Texas                                    | Tyler                     | 1857     | Fifth Circuit    | [ 6 ]         |
|        | United States District Court for the Northern District of Texas N.D. Tex.           | Texas                                    | Dallas                    | 1879     | Fifth Circuit    | [ 6 ]         |
|        | United States District Court for the Southern District of Texas S.D. Tex.           | Texas                                    | Houston                   | 1902     | Fifth Circuit    | [ 6 ]         |
|        | United States District Court for the Western District of Texas W.D. Tex.            | Texas                                    | San Antonio               | 1857     | Fifth Circuit    | [ 6 ]         |
|        | United States District Court for the District of Utah D. Utah                       | Utah                                     | Salt Lake City            | 1894     | Tenth Circuit    | [ 58 ]        |
|        | United States District Court for the District of Vermont D. Vt.                     | Vermont                                  | Burlington                | 1791     | Second Circuit   | [ 59 ]        |
|        | United States District Court for the Eastern District of Virginia E.D. Va.)         | Virginia                                 | Alexandria                | 1819     | Fourth Circuit   | [ 60 ]        |
|        | United States District Court for the Western District of Virginia W.D. Va.          | Virginia                                 | Roanoke                   | 1819     | Fourth Circuit   | [ 60 ] [ 61 ] |
|        | United States District Court for the Eastern District of Washington E.D. Wash.      | Washington                               | Spokane                   | 1905     | Ninth Circuit    | [ 62 ]        |
|        | United States District Court for the Western District of Washington W.D. Wash.      | Washington                               | Seattle                   | 1905     | Ninth Circuit    | [ 62 ]        |
|        | United States District Court for the Northern District of West Virginia N.D. W. Va. | West Virginia                            | Martinsburg               | 1901     | Fourth Circuit   | [ 63 ]        |
|        | United States District Court for the Southern District of West Virginia S.D. W. Va. | West Virginia                            | Charleston                | 1901     | Fourth Circuit   | [ 63 ]        |
|        | United States District Court for the Eastern District of Wisconsin E.D. Wis.        | Wisconsin                                | Milwaukee                 | 1870     | Seventh Circuit  | [ 64 ]        |
|        | United States District Court for the Western District of Wisconsin W.D. Wis.        | Wisconsin                                | Madison                   | 1870     | Seventh Circuit  | [ 64 ]        |
|        | United States District Court for the District of Wyoming D. Wyo.                    | Wyoming                                  | Cheyenne                  | 1890     | Tenth Circuit    | [ 65 ]        |
|        | United States District Court for the District of Puerto Rico D.P.R.                 | Puerto Rico (territorium)                | San Juan                  | 1966     | First Circuit    | [ 66 ]        |